# Departament de Justícia de les Illes Verges Nord-americanes
El Departament de Justícia de les Illes Verges Nord-americanes (en anglès: United States Virgin Islands Department of Justice) és un departament del govern de les Illes Verges Nord-americanes encarregat dels afers judicials.

## Correccionals
L'Oficina Penitenciària de les Illes Verges (Virgin Islands Bureau of Corrections; BOC) gestiona els centres penitenciaris del territori.
L'Oficina manté una instal·lació a Saint Croix, la Golden Grove Adult Correctional Facility, que a data de primer d'octubre de 2014 acollia 132 presoners condemnats i 136 presos sense condemna. L'oficina també manté les presons a l'illa de Saint Thomas: les del Complex de Justícia Criminal Alexander Farrelly (CJC) i l'Annex Alva A. Swan.
A data de 2016, la BOC no tenia un programa específic d'entrenament de personal de correccional i rellegava la responsabilitat d'entrenar els guardes de presons als departaments de policia.

### Història
El 2014, el Departament de Justícia dels Estats Units va demanar a un jutge federal que obligués les autoritats de les Illes Verges a millorar les condicions a Golden Grove. Abans de l'1 d'octubre de 2014, a causa de l'escassetat de personal al centre penitenciari, 78 presos adults, inclosos 75 presos condemnats a Golden Grove i tres detinguts a les presons de St. Thomas que eren considerats per les autoritats penitenciaries com a "preocupacions de comportament i gestió", van ser transferits al centre de detenció del comtat de Citrus, a Florida, centre operat de manera privada.
Al voltant de 2013, les autoritats de les illes ja havien declarat la intenció de millorar les condicions a Saint Thomas, però una anàlisi de seguretat duta a terme el 2015 per David Bogard va afirmar que l'estat del personal s'havia deteriorat d'ençà l'octubre de 2014.